# 長野県道321号中堀一日市場停車場線
長野県道321号中堀一日市場停車場線（ながのけんどう321ごう なかほりひといちばていしゃじょうせん）は、長野県安曇野市堀金烏川から同市三郷一日市場に至る一般県道である。

## 概要

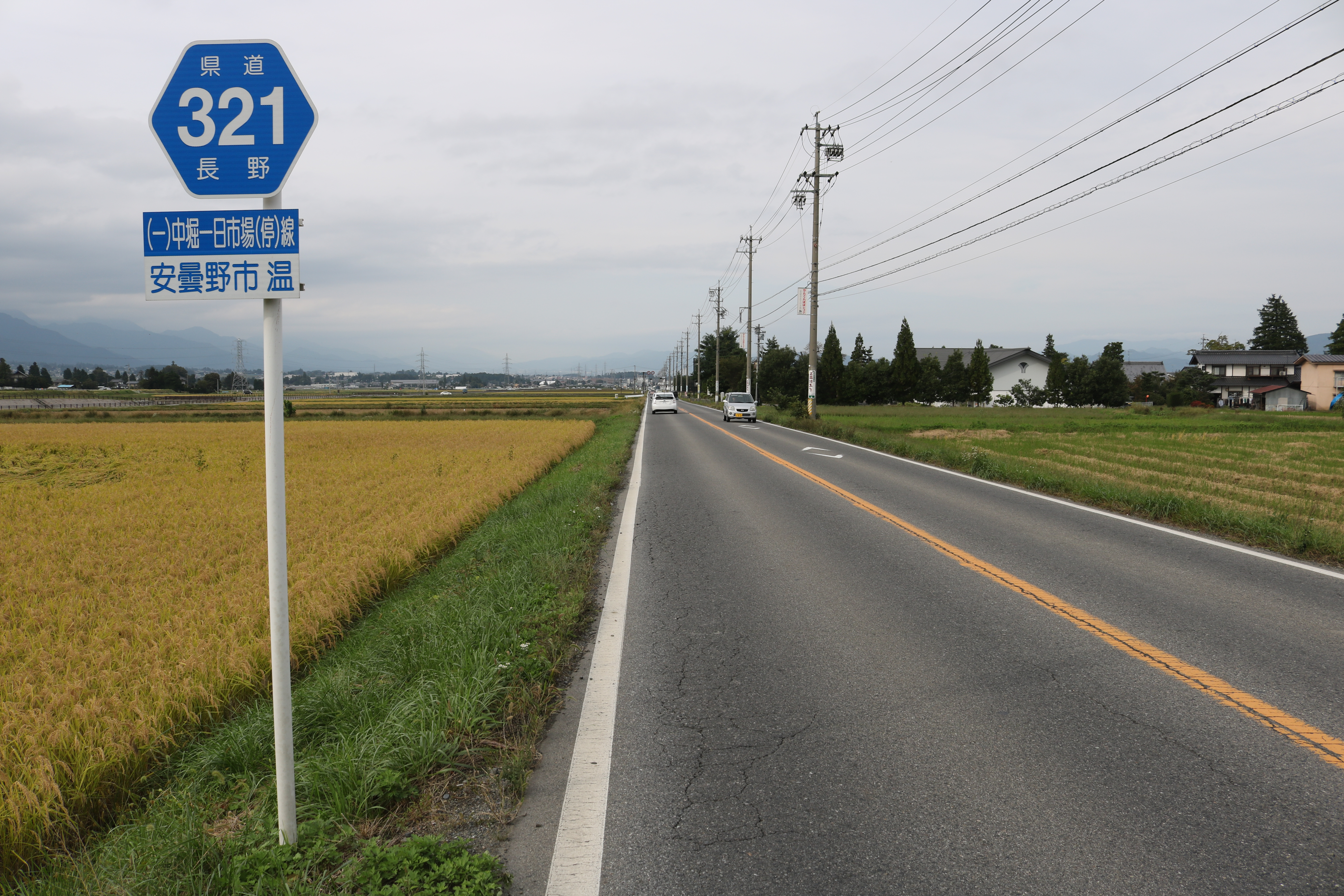
長野県道321号中堀一日市場停車場線、安曇野市三郷温にて

### 路線データ
- 起点：安曇野市堀金烏川（中堀交差点＝長野県道57号安曇野インター堀金線交点）
- 終点：安曇野市三郷一日市場（大糸線一日市場駅）

## 地理

### 通過する自治体
- 長野県
安曇野市

### 交差する道路
- 長野県道57号安曇野インター堀金線
- 長野県道441号穂高松本塩尻自転車道線
- 長野県道314号田多井中萱豊科線
- 安曇広域農道
- 長野県道315号波田北大妻豊科線

### 沿線
- ハマ園芸
- 楡の郷
- JR大糸線一日市場駅